# Công quốc Franconia

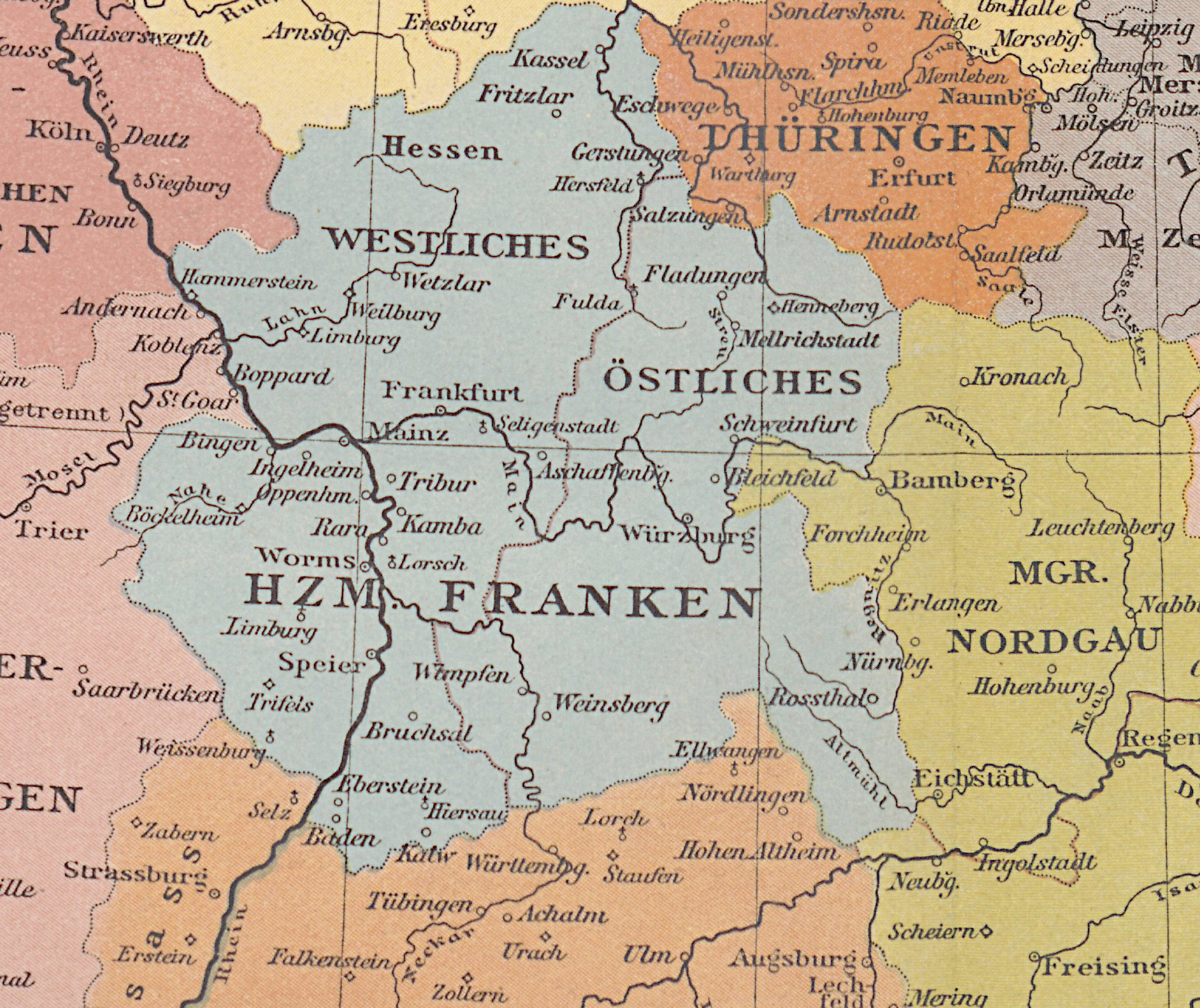
Tây và Đông Frank, khoảng thế kỷ XI.

Công quốc Franconia (tiếng Latin Ducatus Franconiae), hay Công quốc Franken (tiếng Đức: Herzogtum Franken), là một trong năm công quốc gốc của Đông Francia và Vương quốc Đức thời Trung cổ, nổi lên vào đầu thế kỷ X. Từ Franconia, lần đầu tiên được sử dụng trong một hiến chương bằng tiếng Latinh năm 1053, áp dụng tương đương các từ Francia, France và Franken, cho một phần đất đai do người Frank chiếm giữ.

## Địa lý
Vùng lãnh thổ của tộc người Frank khi đó trải dài dọc theo thung lũng của sông Main từ nơi hợp lưu với sông Thượng Rhine cho đến phiên địa Nordgau của người Baiern, trong các khu vực của vùng Franken ngày nay thuộc Bayern, các phần phía nam liền kề bang Thüringen, phía bắc Baden-Württemberg (tức là Rhine-Neckar và Heilbronn-Franken) và Hessen. Nó cũng bao gồm một số Gaue ở tả ngạn sông Rhine xung quanh các thành phố Mainz, Speyer và Worms bao gồm Rheinhessen và vùng Pfalz ngày nay.
Vị trí của Công quốc Franconia nằm ở trung tâm của nơi đã trở thành Vương quốc Đức vào khoảng năm 919. Nó giáp với Công quốc Saxonia ở phía bắc, Công quốc Lotharingia (bao gồm cả Thượng và Hạ Lorraine) ở phía tây, Công quốc Swabia ở phía tây nam và Công quốc Bavaria ở phía đông nam.

## Lịch sử

Lãnh thổ của Công quốc Franconia là một phần của lãnh thổ trung tâm của người Frank Austrasia không chuyển sang cho Trung Francia / Lotharingia sau Hiệp ước Verdun.

Công quốc phát triển trong thời kỳ suy tàn của Đế chế Caroling, khi nó là một phần của lãnh thổ Frank cốt lõi của Austrasia (tức là "Đông Francia"), và hình thành khi các vùng phía tây bắc của Austrasia trở thành một vương quốc mới gọi là Lotharingia.
Không giống như các công quốc gốc khác, Franconia không phát triển thành một thực thể chính trị ổn định, mặc dù các bá tước Salian địa phương nắm giữ các điền trang lớn ở phần phía tây (Rhenish Franconia). Năm 906, Bá tước Konrad Trẻ (Konrad den Jüngeren) ở Lahngau được nhắc đến như một dux Franconiae. Sau sự sụp đổ của vương quốc Đông Frank của đế chế Caroling vào năm 911, ông được các lãnh chúa bầu làm vị vua đầu tiên của Đức và người em trai ông là Eberhard kế vị công tước Franconia. Tuy nhiên, gia tộc của Konrad nhanh chóng thất thế trước gia tộc Ottonian của người Sachsen đang nổi lên. Năm 919, Công tước Heinrich xứ Sachsen được bầu kế vị Konrad làm vua Đức và công quốc Franconia bị con trai của Heinrich là Otto I chiếm lấy sau cuộc nổi dậy bất thành của Công tước Eberhard trong năm 939. Otto đã không bổ nhiệm một công tước mới cho Franconia, mà còn chia cắt công quốc này thành các quận hạt và giáo phận nhỏ, đặt chúng trực tiếp dưới quyền cai trị của các vua Đức.
Các bá tước Salian ở Rhenish Franconia đôi khi được coi như là giữ địa vị công tước của Franconia và họ được nâng lên Địa vị Hoàng gia của Đức vào năm 1024. Năm 1093, một số lãnh địa thuộc Franconia đã được cấp làm thái ấp cho Pfalzgraf xứ Aachen, nơi sẽ phát triển thành công quốc quan trọng của Đức là xứ tuyển hầu Kurpfalz. Với sự thăng tiến của Bá tước Konrad Đỏ (Konrad der Rote), Rhenish Franconia trở thành trung tâm của vương triều Salian, nơi cung cấp 4 vị hoàng đế trong thế kỷ XI và XII: Konrad II, Heinrich III, Heinrich IV và Heinrich V. Nó bao gồm các thành phố Mainz, Speyer và Worms, hai thành phố sau là trung tâm hành chính của các lãnh thổ nằm trong tay của hậu duệ Salian của Konrad Đỏ. Những người này đôi khi được gọi là Công tước xứ Franconia.
Hoàng đế Konrad II là người cuối cùng mang tước hiệu công tước. Khi ông qua đời vào năm 1039, Rhenish Franconia được cai quản như một tập hợp các lãnh địa và thành bang nhỏ, như các thành phố Frankfurt, Speyer và Worms, Giáo phận vương quyền các xứ Mainz, Speyer và Worms, cũng như Phong địa bá quốc Hessen, sau đó là một phần của Thüringen. Năm 1093, Hoàng đế Heinrich IV đã trao các lãnh thổ của người Salian ở Rhenish Franconia làm thái ấp cho Heinrich xứ Laach, Hành cung bá tước của Hạ Lorraine tại Aachen. Lãnh địa của ông này sẽ phát triển thành công quốc quan trọng của Kurpfalz. Vào năm 1168, khi Hoàng đế Friedrich Barbarossa phong tước vị công tước cho các thân vương giám mục xứ Würzburg ở miền Đông Franconia, Rhenish Franconia đã bị hoàn toàn tan rã. Các lãnh thổ của nó trở thành một phần của Hoàng quyền tại vùng Thượng sông Rhein vào thế kỷ XVI.
Kể từ thế kỷ XIII, các lãnh địa sau đây, đã hình thành trên lãnh thổ của công quốc cũ:
| - Lãnh địa giám mục Würzburg - Lãnh địa viện phụ Fulda - Lãnh địa bá tước Abenberg - Lãnh địa bá tước Henneberg - Lãnh địa bá tước Hohenlohe - Lãnh địa bá tước Lauffen - Lãnh địa bá tước Löwenstein | - Lãnh địa tuyển hầu Pfalz - Lãnh địa bá tước Nassau - Lãnh địa bá tước Rieneck - Lãnh địa bá tước Truhendingen - Lãnh địa bá tước Vaihingen - Lãnh địa bá tước Wertheim - Lãnh địa bá tước Wildberg |  |

## Các công tước nổi bật

Huy hiệuFranconia

- Heinrich, phiên tướng xứ Franken, "Phiên địa bá tước xứ Franken" (marchio francorum) và "Công tước xứ Austrasia" (dux austrasiorum)
- Konrad Già (mất năm 906) đôi khi được truy ngược như người cai trị của Franconia
- Konrad Trẻ (906–918), Vua của Đức từ năm 911
- Eberhard xứ Franconia (918–939)
- Otto xứ Worms (985–1004), được xem "Công tước Frank xứ Worms" (Wormatiensis dux Francorum) [2]
- Konrad xứ Kärnten, có danh hiệu "công tước xứ Worms" [2]
- Konrad II (1116–25), có tước hiệu "công tước xứ Đông Frank" (dux Francorum orientalium)

Năm 1168, công quốc Franconia được Hoàng đế Friedrich I ban tặng cho Giám mục xứ Würzburg. Các giám mục tiếp tục cai trị lãnh địa này cho đến khi giáo phận vương quyền được thế tục hóa vào năm 1803 và được nhập vào Lãnh địa tuyển hầu xứ Bavaria. Khi Đại công quốc Würzburg, Tổng giáo phận vương quyền Mainz và hầu hết các vùng khác của Franconia trở thành một phần của Vương quốc Bayern vào năm 1814, các vị vua Bayern cũng đồng thời nhận tước hiệu công tước. Người đứng đầu gia tộc Wittelsbach hiện tại, Franz von Bayern (sinh năm 1933) vẫn được tôn xưng theo tước hiệu truyền thống là Công tước xứ Bayern, Công tước xứ Schwaben và Franken, Hành cung Bá tước sông Rhine.